# IBM System/390
O IBM S/390 é um mainframe produzido pela empresa IBM.
ESA/390 (Enterprise Systems Architecture/390) foi introduzido em Setembro de 1990 e é o último sistema com arquitetura 31-bit-address/32-bit-data, feito por Amdahl, Hitachi, e Fujitsu. Foi sucessor do System/370 e foi sucedido pela 64-bit z/Architecture em 2000.
Máquinas que suportam o Sistema Operacional System/390 começaram a ser vendidas no início da década de 90.
Esse S.O. foi o único sistema mainframe da IBM, implementado primeiramente com BIOS bipolar e posteriormente com BIOS CMOS CPU electronics.